# Лонг-Біч Тауншип (Нью-Джерсі)
Лонг-Біч Тауншип (англ. Long Beach Township) — селище (англ. township) в США, в окрузі Оушен штату Нью-Джерсі. Населення — 3153 особи (2020).

### Клімат
| Клімат : Лонг-Біч Тауншип | Клімат : Лонг-Біч Тауншип | Клімат : Лонг-Біч Тауншип | Клімат : Лонг-Біч Тауншип | Клімат : Лонг-Біч Тауншип | Клімат : Лонг-Біч Тауншип | Клімат : Лонг-Біч Тауншип | Клімат : Лонг-Біч Тауншип | Клімат : Лонг-Біч Тауншип | Клімат : Лонг-Біч Тауншип | Клімат : Лонг-Біч Тауншип | Клімат : Лонг-Біч Тауншип | Клімат : Лонг-Біч Тауншип | Клімат : Лонг-Біч Тауншип |
| Показник                  | Січ.                      | Лют.                      | Бер.                      | Квіт.                     | Трав.                     | Черв.                     | Лип.                      | Серп.                     | Вер.                      | Жовт.                     | Лист.                     | Груд.                     | Рік                       |
| Середній максимум, °C     | 4,6                       | 5,8                       | 9,5                       | 14,3                      | 20,1                      | 25,2                      | 28,2                      | 27,4                      | 24,2                      | 18,3                      | 12,8                      | 7,3                       | 16,5                      |
| Середня температура, °C   | 0,7                       | 1,8                       | 5,3                       | 10,3                      | 15,8                      | 21,0                      | 24,1                      | 23,5                      | 20,0                      | 13,8                      | 8,7                       | 3,3                       | 12,4                      |
| Середній мінімум, °C      | −3,2                      | −2,2                      | 1,2                       | 6,2                       | 11,4                      | 16,8                      | 20,1                      | 19,6                      | 15,8                      | 9,3                       | 4,5                       | −0,7                      | 8,3                       |
| Норма опадів, мм          | 83                        | 77                        | 102                       | 88                        | 73                        | 71                        | 98                        | 105                       | 74                        | 88                        | 75                        | 86                        | 1019                      |
| Вологість повітря, %      | 67.2                      | 65.0                      | 63.7                      | 64.6                      | 67.5                      | 71.6                      | 71.1                      | 72.8                      | 71.6                      | 70.2                      | 68.6                      | 67.8                      | 68.5                      |
| ------------------------- | ------------------------- | ------------------------- | ------------------------- | ------------------------- | ------------------------- | ------------------------- | ------------------------- | ------------------------- | ------------------------- | ------------------------- | ------------------------- | ------------------------- | ------------------------- |
| Джерело: PRISM            |                           |                           |                           |                           |                           |                           |                           |                           |                           |                           |                           |                           |                           |

## Демографія
Згідно з переписом 2010 року, у селищі мешкала 3051 особа в 1539 домогосподарствах у складі 944 родин. Було 9216 помешкань
Расовий склад населення:
| - 97,0 % — білих - 0,5 % — азіатів - 0,3 % — чорних або афроамериканців - 1,6 % — осіб інших рас |

До двох чи більше рас належало 0,7 %. Частка іспаномовних становила 4,1 % від усіх жителів.
За віковим діапазоном населення розподілялося таким чином: 9,9 % — особи молодші 18 років, 50,0 % — особи у віці 18—64 років, 40,1 % — особи у віці 65 років та старші. Медіана віку мешканця становила 61,3 року. На 100 осіб жіночої статі у селищі припадало 96,6 чоловіків;  на 100 жінок у віці від 18 років та старших — 97,3 чоловіків також старших 18 років.
Середній дохід на одне домашнє господарство  становив 133 446 доларів США (медіана — 80 096), а середній дохід на одну сім'ю — 172 767 доларів (медіана — 110 530). Медіана доходів становила 94 375 доларів для чоловіків та 59 773 долари для жінок. За межею бідності перебувало 8,5 % осіб, у тому числі 5,8 % дітей у віці до 18 років та 8,8 % осіб у віці 65 років та старших.
Цивільне працевлаштоване населення становило 1120 осіб. Основні галузі зайнятості: освіта, охорона здоров'я та соціальна допомога — 25,3 %, науковці, спеціалісти, менеджери — 20,4 %, фінанси, страхування та нерухомість — 11,4 %, мистецтво, розваги та відпочинок — 10,3 %.